# Angles, Vendée
Angles är en kommun i departementet Vendée i regionen Pays de la Loire i västra Frankrike. Kommunen ligger i kantonen Moutiers-les-Mauxfaits som tillhör arrondissementet Les Sables-d'Olonne. År 2022 hade Angles 2 966 invånare.

## Befolkningsutveckling
Antalet invånare i kommunen Angles
| Referens: INSEE |